# Championnat du Pérou de football 1996
Navigation
Saison précédente Saison suivante
La saison 1996 du Championnat du Pérou de football est la soixante-huitième édition du championnat de première division au Pérou. La compétition regroupe les seize meilleures équipes du pays.
La saison se déroule en trois phases :
- Phase régulière : les seize équipes sont regroupés au sein d'une poule unique où elles s'affrontent deux fois au cours de la saison. Les clubs classés entre la 3e et la 8e place se qualifient pour la pré-Liguilla tandis que les quatre derniers sont relégués et remplacés par les deux meilleures équipes de Segunda División et de Copa Peru.
- pré-Liguilla : les six clubs qualifiés s'affrontent en matchs aller-retour pour déterminer les trois clubs qui rejoignent le 2e du championnat en Liguilla.
- Liguilla : les quatre clubs qualifiés se rencontrent une seule fois. Le premier obtient son billet pour la prochaine édition de la Copa Libertadores.

C'est le club du Sporting Cristal, double tenant du titre, qui remporte la compétition après avoir terminé en tête du classement, avec neuf points d'avance sur l'Alianza Lima et onze sur Universitario de Deportes. C'est le 13e titre de champion du Pérou de l'histoire du club, qui devient la deuxième équipe après l'Alianza Lima (entre 1931 et 1933) à gagner trois fois de suite le championnat national.

## Les clubs participants
| - Alianza Lima - Sport Boys - Cienciano del Cusco - Universitario de Deportes - Unión Minas - Club Centro Deportivo Municipal - Alianza Atlético - FBC Melgar | - San Agustín - Atlético Torino - Sporting Cristal - La Loritana - Promu de Segunda División - Aurich-Cañaña - Deportivo Pesquero - Guardia Republicana - Promu de Segunda División - Ciclista Lima |

## Compétition
Le barème utilisé pour établir les différents classements est le suivant :
- Victoire : 3 points
- Match nul : 1 point
- Défaite, forfait ou abandon : 0 point

### Phase régulière
| Rang | Équipe                    | Pts | J  | G  | N  | P  | Bp | Bc | Diff |
| ---- | ------------------------- | --- | -- | -- | -- | -- | -- | -- | ---- |
| 1    | Sporting CristalT         | 69  | 30 | 22 | 3  | 5  | 71 | 26 | +45  |
| 2    | Alianza Lima              | 60  | 30 | 17 | 9  | 4  | 68 | 23 | +45  |
| 3    | Universitario de Deportes | 58  | 30 | 16 | 10 | 4  | 39 | 20 | +19  |
| 4    | Sport Boys                | 53  | 30 | 13 | 14 | 3  | 49 | 26 | +23  |
| 5    | Atlético Torino           | 49  | 30 | 14 | 7  | 9  | 33 | 33 | 0    |
| 6    | Cienciano del Cusco       | 41  | 30 | 11 | 8  | 11 | 32 | 36 | -4   |
| 7    | Deportivo Pesquero        | 37  | 30 | 9  | 10 | 11 | 27 | 33 | -6   |
| 8    | Unión Minas               | 37  | 30 | 9  | 10 | 11 | 35 | 42 | -7   |
| 9    | Deportivo Municipal       | 37  | 30 | 10 | 7  | 13 | 44 | 57 | -13  |
| 10   | La LoretanaP              | 37  | 30 | 11 | 4  | 15 | 39 | 59 | -20  |
| 11   | FBC Melgar                | 36  | 30 | 9  | 9  | 12 | 36 | 35 | +1   |
| 12   | Alianza Atlético          | 36  | 30 | 10 | 6  | 14 | 40 | 51 | -11  |
| 13   | Aurich–Cañaña             | 33  | 30 | 9  | 6  | 15 | 30 | 37 | -7   |
| 14   | Ciclista Lima             | 29  | 30 | 6  | 11 | 13 | 36 | 51 | -15  |
| 15   | Guardia RepublicanaP      | 29  | 30 | 7  | 8  | 15 | 30 | 45 | -15  |
| 16   | San Agustín               | 16  | 30 | 4  | 4  | 22 | 27 | 62 | -35  |

|  | Qualification pour la Copa Libertadores 1997      |
|  | Qualification directe pour la Liguilla            |
|  | Qualification pour la pré-Liguilla                |
|  | Relégation en Segunda División                    |
|  | T : Tenant du titre P : Promu de Segunda División |

### Pré-Liguilla
| Équipe 1            | Résultat | Équipe 2                  | Aller | Retour |
| ------------------- | -------- | ------------------------- | ----- | ------ |
| Union Minas         | 0 - 3    | Universitario de Deportes | 0 - 0 | 0 - 3  |
| Deportivo Pesquero  | 3 - 1    | Sport Boys                | 2 - 0 | 1 - 1  |
| Cienciano del Cusco | 5 - 2    | Atlético Torino           | 5 - 1 | 0 - 1  |

### Liguilla
| Rang | Équipe                    | Pts | J | G | N | P | Bp | Bc | Diff |  | Résultats (▼ dom., ► ext.) | Alia | Univ | Pesq | Cien |
| ---- | ------------------------- | --- | - | - | - | - | -- | -- | ---- |  | -------------------------- | ---- | ---- | ---- | ---- |
| 1    | Alianza Lima +1           | 8   | 3 | 2 | 1 | 0 | 8  | 2  | +6   |  | Alianza Lima +1            |      |      | 4-1  | 4-1  |
| 2    | Universitario de Deportes | 7   | 3 | 2 | 1 | 0 | 8  | 2  | +6   |  | Universitario de Deportes  | 0-0  |      |      | 5-0  |
| 3    | Deportivo Pesquero        | 1   | 3 | 0 | 1 | 2 | 5  | 9  | -4   |  | Deportivo Pesquero         |      | 2-3  |      |      |
| 4    | Cienciano del Cusco       | 1   | 3 | 0 | 1 | 2 | 3  | 11 | -8   |  | Cienciano del Cusco        |      |      | 2-2  |      |

|  | Qualification pour la Copa Libertadores 1997 |
|  | Qualification pour la Copa CONMEBOL 1997     |

## Bilan de la saison
| Championnat du Pérou de football 1996 |                                |
| Champion                              | Sporting Cristal (11=3e titre) |
| Qualifications continentales          |                                |
| Copa Libertadores 1997                | Sporting Cristal               |
| Copa Libertadores 1997                | Alianza Lima                   |
| Copa CONMEBOL 1997                    | Universitario de Deportes      |
| Promotions et relégations             |                                |
| Promus en Primera División            | José Gálvez FBC                |
| Promus en Primera División            | Alcides Vigo                   |
| Relégués en Segunda División          | Aurich-Cañaña                  |
| Relégués en Segunda División          | Ciclista Lima                  |
| Relégués en Segunda División          | Guardia Republicana            |
| Relégués en Segunda División          | San Agustín                    |